# Diocèse de la Gironde
Cet article court présente un sujet plus développé dans : Archidiocèse de Bordeaux et Ancien diocèse de Bazas.
Le diocèse de la Gironde est un ancien diocèse de l'Église constitutionnelle en France. Créé par la constitution civile du clergé de 1790, il est supprimé à la suite du concordat de 1801. Il couvrait le département de la Gironde. Le siège épiscopal était Bordeaux.